# Velika Bršljanica
Velika Bršljanica – wieś w Chorwacji, w żupanii bielowarsko-bilogorskiej, w mieście Garešnica. W 2011 roku liczyła 228 mieszkańców.